# Valencia Basket Club 2021-2022
Questa voce raccoglie le informazioni riguardanti il Valencia Basket Club nelle competizioni ufficiali della stagione 2021-2022.

## Stagione
La stagione 2021-2022 del Valencia Basket Club è la 33ª nel massimo campionato spagnolo di pallacanestro, la Liga ACB.

## Roster
Aggiornato al 17 giugno 2022.
| Valencia Basket Club 2021-22 | Valencia Basket Club 2021-22 |
| Giocatori                    | Staff tecnico                |
| ---------------------------- | ---------------------------- |

| N. | Naz.                                              | Ruolo | Nome                   | Anno | Alt.   | Peso   |  |
| -- | ------------------------------------------------- | ----- | ---------------------- | ---- | ------ | ------ |  |
| 0  | Macedonia del Nord (bandiera) · Spagna (bandiera) | P     | Nenad Dimitrijević     | 1998 | 189 cm | 79 kg  |  |
| 1  | Spagna (bandiera)                                 | A     | Víctor Claver          | 1988 | 207 cm | 102 kg |  |
| 2  | Spagna (bandiera)                                 | AP    | Josep Puerto           | 1999 | 199 cm | 90 kg  |  |
| 3  | Slovenia (bandiera)                               | G     | Klemen Prepelič        | 1992 | 191 cm | 75 kg  |  |
| 4  | Spagna (bandiera)                                 | AC    | Jaime Pradilla         | 2001 | 202 cm | 106 kg |  |
| 6  | Spagna (bandiera)                                 | AP    | Xabier López-Arostegui | 1997 | 200 cm | 98 kg  |  |
| 8  | Spagna (bandiera)                                 | P     | Guillem Ferrando       | 2002 | 184 cm |        |  |
| 9  | Belgio (bandiera)                                 | P     | Sam Van Rossom         | 1986 | 188 cm | 88 kg  |  |
| 10 | Stati Uniti (bandiera) · Slovenia (bandiera)      | C     | Mike Tobey             | 1994 | 213 cm | 115 kg |  |
| 12 | Argentina (bandiera) · Spagna (bandiera)          | C     | Gonzalo Bressan        | 2001 | 205 cm |        |  |
| 14 | Montenegro (bandiera)                             | AC    | Bojan Dubljević (C)    | 1991 | 205 cm | 105 kg |  |
| 16 | Spagna (bandiera)                                 | A     | Millán Jiménez         | 2002 | 199 cm |        |  |
| 21 | Canada (bandiera)                                 | G     | Olivier Hanlan         | 1993 | 193 cm | 86 kg  |  |
| 24 | Islanda (bandiera)                                | P     | Martin Hermannsson     | 1994 | 190 cm | 77 kg  |  |
| 34 | Spagna (bandiera)                                 | AP    | Rafael Vila            | 2001 | 198 cm |        |  |
| 41 | Cuba (bandiera)                                   | AC    | Jasiel Rivero          | 1993 | 206 cm | 100 kg |  |
| 42 | Spagna (bandiera)                                 | G     | Alejandro Bellver      | 2002 | 195 cm |        |  |
| 99 | Francia (bandiera)                                | AG    | Louis Labeyrie         | 1992 | 208 cm | 100 kg |  |

| Allenatore |
| - Joan Peñarroya |
| Assistente/i |
| - Juan Maroto - Fernando San Emeterio - Javier Vilaplana Legenda - (C) Capitano - (IN) Inattivo - Infortunato Roster |

## Mercato

### Sessione estiva
| Acquisti | Acquisti               | Acquisti          | Acquisti   | Acquisti |
| R.a      | Nome                   | da                | Modalità   |          |
| -------- | ---------------------- | ----------------- | ---------- | -------- |
| P        | Nenad Dimitrijević     | Joventut Badalona | svincolato |          |
| AP       | Xabier López-Arostegui | Joventut Badalona | svincolato |          |
| A        | Víctor Claver          | Barcellona        | svincolato |          |
| AC       | Jasiel Rivero          | S.P. Burgos       | svincolato |          |

| Cessioni | Cessioni              | Cessioni          | Cessioni       | Cessioni |
| R.       | Nome                  | a                 | Modalità       |          |
| -------- | --------------------- | ----------------- | -------------- | -------- |
| P        | Guillem Vives         | Joventut Badalona | fine contratto |          |
| G        | Vanja Marinković      | Saski Baskonia    | fine contratto |          |
| G        | Hilmar Henningsson    | Stjarnan          | fine contratto |          |
| AP       | Joan Sastre           | Canarias Tenerife | fine contratto |          |
| AP       | Fernando San Emeterio |                   | ritirato       |          |
| A        | Nikola Kalinić        | Stella Rossa      | fine contratto |          |
| AG       | Derrick Williams      | Maccabi Tel Aviv  | fine contratto |          |

### Dopo l'inizio della stagione
| Acquisti | Acquisti       | Acquisti       | Acquisti      | Acquisti   |
| R.       | Nome           | da             | Data          | Modalità   |
| -------- | -------------- | -------------- | ------------- | ---------- |
| G        | Olivier Hanlan | Aris Salonicco | 5 aprile 2022 | svincolato |

| Cessioni | Cessioni | Cessioni | Cessioni | Cessioni |
| R.       | Nome     | a        | Data     | Modalità |
| -------- | -------- | -------- | -------- | -------- |